# Kibasuka
Kibasuka è una circoscrizione rurale (rural ward) della Tanzania situata nel distretto di Tarime, regione del Mara. Conta una popolazione di 15 137 abitanti (censimento 2012).